# Morgen (film)
Morgen – rumuńsko-francusko-węgierski dramat filmowy z 2010 roku w reżyserii Mariana Crișana. Film został wyselekcjonowany jako oficjalny kandydat Rumunii do Oscara dla najlepszego filmu nieanglojęzycznego podczas 84. ceremonii wręczenia Oscarów, ale ostatecznie nie zdobył nominacji.

## Fabuła
Bohaterem filmu jest czterdziestoletni Nelu, który pracuje jako strażnik w supermarkecie w rumuńskim miasteczku Salonta (okręg Bihor). Prowadzi monotonne życie, mieszka wraz ze swoją żoną na przedmieściach i martwi się przeciekającym dachem domu. Spokój rodziny zakłóca pojawienie się Turka, ukrywającego się przed rumuńską strażą graniczną. Turek chce oddać Nelu wszystkie posiadane pieniądze, aby tylko ten pomógł mu przedostać się do Niemiec. Nelu obiecuje mu pomóc, używając jedynego słowa niemieckiego, jakie zna - "morgen" ("jutro").

## Obsada
- András Hatházi jako Nelu
- Yilmaz Yalcin jako Behran
- Elvira Rimbu jako Florica
- Dorin Zachei jako Daniel
- Molnar Levente jako Ovidiu
- Razvan Vicoveanu jako Mircea
- Ion Rușcut jako Tibi
- Petre Ghimbașan jako Miron
- Sebastian Lupu jako Pāunul
- József Bíró jako Ioji
- Ghiță Daniel Farcuț jako Diego
- Pop Vasile jako Włoch
- Attila Zoltan Balogh
- Marius Borza
- Cotrau Craciun
- Kinga Keleven

## Nagrody i nominacje
MFF w Locarno
- Nagroda specjalna jury
- Nagroda jury ekumenicznego
- Nagroda jury młodzieżowego
- Nagroda Don Kichota od International Cineclub Foundation

MFF w Salonikach
- trzy nagrody dla filmu

Międzynarodowy Festiwal Kina Niezależnego w Buenos Aires
- nagroda Signis dla reżysera filmu